# Los castigadores
Los castigadores es una película de coproducción española y mexicana dirigida por Alfonso Balcázar estrenada el 2 de julio de 1962. Está protagonizada por José Campos, Tere Velázquez y Julián Mateos.

## Sipnosis
Dos amigos y vecinos, Luis (José Campos) y Pepe (Julián Mateos) compiten entre sí para conquistar a una chica llamada Tere (Tere Velázquez) que trabaja en una sastrería. Pepe trabaja en la tienda de discos de su tío Mario (Gustavo Re), un mujeriego insaciable, y Luis vive en la pensión de su madre donde comparte cama con Don Álvaro (Joan Capri), un tranviario con el turno nocturno y así, duerme por el día en la cama de Pepe cuando él la deja libre. Trabaja de bañero, encargado de las casetas de baño en una playa de Barcelona. Tere se divierte tomándoles el pelo una y otra vez, como cuando les engaña para que se metan en los probadores de la sastrería cuando realmente era el escaparate de la tienda, o cuando se cita con los dos a la vez, o les hace unos trajes con una tela a cuadros que nadie quiere. María, la hermana de Pepe está enamorada de Luis y Ana, la hermana de Luis está enamorada de Pepe, pero ellos no les hacen el menor caso. Por dormir en la misma cama que Don Álvaro, Luis se contagia de paperas. Pepe aprovecha para llevar a Tere a su casa y presentarle a su padre. Cuando pepe y Tere están cenando aparece su antiguo novio Javier con su nueva novia. Luis va a la sastrería por su nueva americana y le dice al padre de Tere que es su novio, pero ella se lo desmiente. Mientras está allí, Pepe llama por teléfono a Tere y le dice que la quiere, pero es Luis quien lo coge diciéndole que no moleste. Luis hace que un camarero (Dionisio Macias) llame a Tere para decirle que Luis se va a suicidar tirándose al mar. Tere acude hasta el faro donde se va a tirar y ve que era una farsa. Jugando a las prendas, Ana le da un beso a Pepe y le confiesa que lleva 10 años enamorada de él. Pepe y Ana se van a bailar, pero a Luis no le gusta como bailan juntos. Javier y Tere hacen las paces y vuelven a estar juntos, dejando a los dos amigos tirados. Al final, María y Luis también empiezan a cortejarse.

## Reparto
| Actor/Actriz      | Personaje  |
| ----------------- | ---------- |
| José Campos       | Luis       |
| Tere Velázquez    | Tere       |
| Julián Mateos     | Pepe       |
| Joan Capri        | Don Álvaro |
| Gustavo Re        | Mario      |
| Merche Esques     | Ana        |
| Montserrat Alarge | María      |
| Víctor Bayo       |            |
| Rosario Coscolla  |            |
| Salvador Muñoz    |            |
| Carlos Ibarzábal  |            |
| Antonio Malonda   |            |
| Dionisio Macías   | Barman     |
| Enrique Uviedo    |            |
| Jaime Simó        |            |
| Francisco Nieto   |            |
| Mario Dover       |            |
| María Julia Díaz  |            |
| Ramón Vaccaro     |            |
| Enrique Borrás    |            |
| Nuria Espí        |            |
| Ana Morera        |            |
| Berta Carbonell   | Marisa     |